# Heckenpredigt

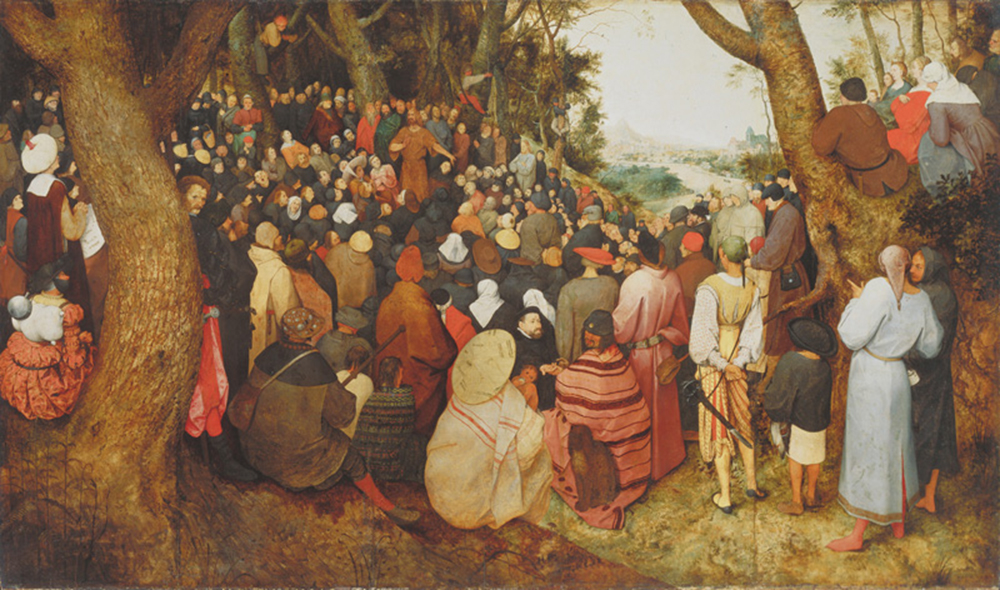
Die Predigt Johannes des Täufers

Heckenpredigten waren Gottesdienste unter freiem Himmel, veranstaltet von Calvinisten und Täufern. Sie fanden in den Niederlanden des Jahres 1566 im Vorfeld des calvinistischen Bildersturms statt.

## Geschichte
Im Januar 1566 hatten Teile des niederen Adels in den niederländischen Provinzen eine Beschwerdeschrift formuliert, die unter dem heute missverstehbaren Begriff „Compromis“ Forderungen gegenüber dem spanischen König bzw. seiner Generalstatthalterin Margarethe von Parma zusammenfasste. Dem maßgeblichen Vertreter des Hochadels, Wilhelm von Oranien, lag zunächst daran, diese Forderungen in einer von allen Adeligen getragenen Beschwerdeform der Generalstatthalterin zu übermitteln. Dagegen gab es aber Widerstand, z. B. bei Graf Egmond, der der Beschwerde eine Sprengkraft zumaß, die einem hochadeligen Engagement nicht entspräche. Als neuer Weg wurde eine Petition vorbereitet, für die vor allem die Form der feierlichen Übergabe maßgeblich sein sollte; damit wären auch institutionelle Akzente gesetzt, nach denen Margarethe reagieren konnte. Inhaltlich wurden in der Petition, ähnlich wie im Compromis, die Forderungen nach Aufhebung des Ketzerverbots und des Verbots calvinistischer Gottesdienste mit der Formel der Loyalität gegenüber dem König verknüpft. 
Das Überbringen der Bittschrift wurde zu einem publikumswirksamen Spektakel. In einem Zug von 200 bis 300 Personen zogen die adeligen Überbringer zu Fuß in Fünferreihen, „gemessenen Schrittes, die Augen zu Boden gesenkt“, in Brüssel zum Schloss. Hier übergab Henrik van Brederode die Petition an Margarethe, die umgehende Prüfung zusicherte. In den nächsten Tagen gab sie eine Antwort, wonach bis zum Eintreffen einer Antwort aus Spanien die Inquisition gelockert werde. Entsprechende Maßnahmen wurden tatsächlich veranlasst. Teile der calvinistischen Bewegung werteten Margarethes Haltung als Schwäche. Insgesamt aber war unbefriedigend, dass in Margarethes Stellungnahme die alte Monopolposition der katholischen Kirche unterstrichen und die Strafbestimmungen für calvinistische Aktivitäten nur moderiert, nicht aber aufgehoben waren. Immerhin sah sich der Kreis um Wilhelm von Oranien veranlasst, nach Margarethes Antwort nunmehr zusätzlich eine eigene Delegation nach Spanien zu entsenden.
Auf calvinistischer Seite suchte man nach Wegen, die Zeit möglicher Prüfungen und Verhandlungen in Spanien im Sinne der zugesagten Lockerungen zu füllen. Dazu gehörten die Heckenpredigten, die ja mindestens ihrer Idee nach bedeuteten, dass Calvinisten und Täufer katholischen Gotteshäusern auswichen und Konfrontation vermieden. „Zu den Zentren dieser Bewegung gehörten Flandern und Brabant. Vor allem in Antwerpen nahmen immer mehr Menschen an den unter freiem Himmel stattfindenden Predigten der Calvinisten teil. Von April bis Juni 1566 stieg die Zahl der Zuhörer von 1000 bis 2000 auf über 20000.“ Man traf sich außerhalb von Städten und deren Gerichtsbarkeit, im Schutz von Wäldern und Hecken, aber auch auf den Ländereien sympathisierender Adeliger. Pieter Bruegels d. Ä. im selben Jahr entstandenes Gemälde Die Predigt Johannes des Täufers gilt als von diesen teils offenen, teils geheimen Versammlungen inspiriert.
In Anlehnung an den Begriff „Heckenpredigt“ (hagenpreken) nannte die Nationalsozialistische NSB ihre in der Regel jährlich stattfindenden Freiluft-Parteiversammlungen auf ihrer Versammlungsstätte Nationaal Tehuis hagespraken (deutsch: „Hecken-Reden“).